# Michel Acosta
David Michel Acosta Márquez (Paysandú, 14 de febrero de 1988) es un futbolista uruguayo. Juega de mediocampista y actualmente juega en Academia Deportiva Cantolao.

## Trayectoria
Debutó en Paysandú.
Luego de estar varios años jugando en Uruguay, a mediados del 2013 ficha por AEK Kouklia de Chipre, siendo titular indiscutible en 27 partidos y anotando 3 goles.
A mediados del 2015 volvió a emigrar, esta vez a México para jugar por Murciélagos FC, donde estuvo 2 temporadas.
En el 2019 jugó Copa Sudamericana con Guabirá.
A inicios del 2023 fichó por Academia Cantolao a pedido del técnico uruguayo Matias Rosa. Jugará toda la temporada 2023. Su debut oficial con Cantolao y en el futbol peruano sería por la fecha 3 frente a Universitario de Deportes, partido que terminaría 4 a 1 a favor de los merengues.
En la temporada 2023 descendió de categoría, al quedar último en la tabla acumulada del torneo con la Academia Cantolao.

## Selección nacional
Ha sido internacional con la Selección de fútbol sub-17 de Uruguay, con la cual disputó la Copa Mundial de Fútbol Sub-17 de 2005 en el Perú.

### Participaciones en Copas del Mundo
| Mundial                               | Sede | Resultado      |
| ------------------------------------- | ---- | -------------- |
| Copa Mundial de Fútbol Sub-17 de 2005 | Perú | Fase de Grupos |

## Clubes
| Club                 | País      | Año         | Partidos | Goles |
| -------------------- | --------- | ----------- | -------- | ----- |
| Paysandú             | Uruguay   | 2005        | 5        | 0     |
| Liverpool            | Uruguay   | 2006 - 2011 | 44       | 3     |
| Atenas               | Uruguay   | 2012 - 2013 | -        | -     |
| AEK Kouklia          | Chipre    | 2013 - 2014 | 28       | 3     |
| Atenas               | Uruguay   | 2014 - 2015 | 24       | 5     |
| Murciélagos FC       | México    | 2015 - 2017 | 54       | 4     |
| Liverpool FC         | Uruguay   | 2017        | 12       | 1     |
| Atlético Venezuela   | Venezuela | 2018        | 30       | 2     |
| Guabirá              | Bolivia   | 2019        | 32       | 2     |
| Atenas               | Uruguay   | 2020 - 2021 | 17       | 1     |
| Atlético Bucaramanga | Colombia  | 2021 - 2022 | 73       | 5     |
| Cantolao             | Perú      | 2023        | 20       | 0     |